# Två män i skuld
Två män i skuld är en av Jesu liknelser i Lukas 7:41-43. 
En jämförelse mellan två män som har fått var sin skuld efterskänkt, den ena på 50 denarer, den andra på 500 denarer. Båda får skulden efterskänkt, och Jesus frågar vem som kommer att älska den som efterskänkt skulden mest.

## Lärdom
Den som har begått mest synder och sedan fått förlåtelse kommer också att visa mest kärlek mot Gud. 